# Tobias Lübben
Tobias Lübben (* 1973 in Unna) ist ein deutscher Journalist.

## Leben
Tobias Lübben wurde 1973 als Sohn von Karin Lübben und Gerd Hergen Lübben in Unna geboren. Er studierte Romanistik und Sozialwissenschaften an der Ruhr-Universität Bochum. Nach dem Studium war er zunächst als Lektor an der Tongji-Universität in Shanghai tätig und hat dann in der politischen Kommunikation in Berlin gearbeitet, unter anderem in der Vertretung der Europäischen Kommission. In Mainz hat er anschließend den Masterstudiengang Journalismus der Johannes Gutenberg-Universität absolviert. Sein Bruder Jörn Felix Lübben ist Professor für physikalische Chemie an der Hochschule Albstadt-Sigmaringen.
Lübben arbeitet für die Programme der ARD, vor allem für den Hessischen Rundfunk. Er wurde 2008 mit dem Hessischen Journalistenpreis in der Kategorie Hörfunk ausgezeichnet.